# 赤井心
赤井心（日语：／ Akai Haato），暱稱哈洽馬（日语： Haachama），是日本一位活跃在YouTube上的虚拟YouTuber，所属事务所为hololive。

## 人物設定
- 角色設計者為はる雪（Twitter ID：@haruyuki_nijyou）[2]
- 3D製作者為ぽんぷ長（Twitter ID：@paint002）[3]

## 經歷

### 2018年
- 6月2日，在YouTube上第一次直播[4]。
- 9月14日，开始在Niconico动画發佈影片[5]。

### 2019年
- 1月25日，3D模型发布[6][7][8][7]。
- 9月2日，YouTube頻道訂閱人數突破10萬人[9][10]。
- 12月29日，於[11]。

### 2020年
- 1月24日，在豐洲PIT舉辦的hololive 1st fes.出演[12]。
- 2月16日，在株式会社PANORA舉辦的出演[13]。

### 2021年
- 2月10日，日本時間16:02，YouTube頻道訂閱人數突破100萬人。
- 6月12日，臨時直播宣布無限期停止直播，回歸時間未知[14][15][16]。
- 7月24日，正式回歸YouTube，並說明了回歸契機[17]。

## 音樂作品

### 發行作品
|      | 發布日期      | 樂曲名稱               | 數位媒體規格產品編號 | 實體發行規格產品編號 | 備註 |
| ---- | ------------- | ---------------------- | -------------------- | -------------------- | ---- |
| 單曲 |               |                        |                      |                      |      |
| 1    | 2021年1月10日 | REDHEART               |                      |                      |      |
| 2    | 2021年6月3日  | Infinity               |                      |                      |      |
| 3    | 2023年2月25日 | RED HEART (Remastered) | CVRD-262             |                      |      |
| 4    | 2023年3月4日  | Infinity (Remastered)  | CVRD-264             |                      |      |
| 5    | 2023年3月11日 | BUTA                   | CVRD-268             |                      |      |
| 6    | 2024年8月11日 | BAN RTA                | CVRD-462             |                      |      |
| 7    | 2025年2月25日 | Who2                   | CVRD-535             |                      |      |

## 事件
2020年9月24日，赤井心和桐生可可於直播中查閱在Youtube上的觀看人數統計時提及到各國觀看數字，將排名前面的國家唸出時提及臺灣佔了7%，其後其用于轉播的Bilibili直播間被封禁。後來該直播存檔雖曾一度下架之後再次公開，仍於事件發酵之後被設為私人狀態。之後媒體廣為報導的圖片多帶有各國旗幟，但多半來自粉絲的剪輯精華，實際上本人的直播中僅止於口頭提及，並未展示任何相關的圖片或文字。

## 註解
1. ↑  . hololive.tv. カバー株式会社.   [2020-04-28]. （原始内容存档于2020-12-27）.
2. ↑  . Twitter.   [2020-11-11]. （原始内容存档于2021-04-29）.
3. ↑  . Twitter.   [2020-11-11]. （原始内容存档于2020-12-06）.
4. ↑  ,   [2020-04-27], （原始内容存档于2020-12-29） （日语）
5. ↑  ,   [2020-04-29] （日语）
6. ↑  . YouTube.   [2020-11-12]. （原始内容存档于2021-05-09）.
7. 1 2  . Vtuber post【ブイチューバーポスト】.   [2020-04-27]. （原始内容存档于2021-05-09）.
8. ↑  . ニコニコニュース.   [2020-04-27]. （原始内容存档于2022-06-15） （日语）.
9. ↑  ,   [2020-11-12], （原始内容存档于2020-11-24） （日语）
10. ↑  ,   [2020-04-27], （原始内容存档于2021-03-21） （日语）
11. ↑  ,   [2020-11-14], （原始内容存档于2020-11-16） （日语）
12. ↑  .   [2020-11-12]. （原始内容存档于2020-08-23）.
13. ↑  , 株式会社PANORAPRO,   [2020-11-13], （原始内容存档于2020-09-29） （日语）
14. ↑  .   [2021-06-12]. （原始内容存档于2021-06-12） （日语）.
15. ↑  .   [2021-06-12]. （原始内容存档于2022-06-18） （日语）.
16. ↑  . NOWnews今日新聞. 2021-06-13  [2022-05-31]. （原始内容存档于2022-05-31） （中文（臺灣））.
17. ↑  .   [2021-07-24]. （原始内容存档于2022-06-10） （日语）.
18. ↑  . YouTube.   [2020-11-12]. （原始内容存档于2020-12-07）.